# بوشكينو

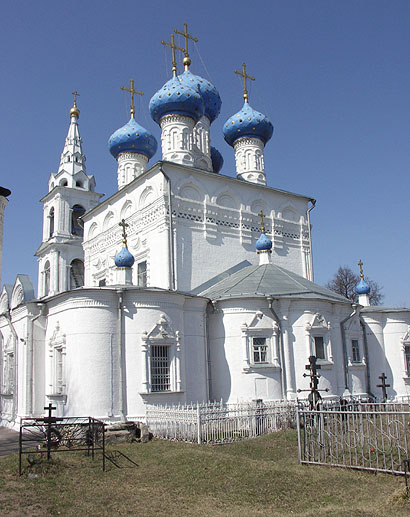
كنيسة سانت نيكولاس في بوشينكو

بوشكينو (بالروسية: Пушкино) هي إحدى مدن روسيا في الكيان الفدرالي الروسي موسكو أوبلاست.
تقع المدينة على بعد حوالي 30 كم شمالي شرق العاصمة الروسية موسكو.

## أعلام
- أوليغ ألكسندروفيتش سميرنوف